# Canton
Canton (AFI: /kanˈtɔn/; nota in mandarino come Guǎngzhōu 廣州T, 广州S , traslitterazione cantonese Gwong²zau¹), è la più grande città costiera del sud della Cina, capoluogo della provincia del Guangdong (广东). Il nome "Canton" deriva da una traslitterazione in lingua francese della denominazione portoghese di Cantão. Situata non lontano da Hong Kong, Canton è inoltre al centro della "megacittà del delta del Fiume delle Perle", la più grande conurbazione metropolitana del mondo che conta 86 milioni di abitanti.

## Storia
Si ritiene che la prima città costruita sull'attuale Canton fosse Panyu (蕃禺, dopo semplificato a 番禺; localmente pronunciata in
cantonese come Poon Yu), fondata nel 214 a.C. Il territorio della città fu continuamente occupato da quel momento. Panyu si espanse quando divenne capitale del regno vietnamita di Nanyue (南越) nel 206 a.C.
Recenti studi archeologici del suo palazzo suggeriscono che la città poteva aver commerciato frequentemente con gli stranieri attraverso rotte marine. I commerci stranieri continuarono per ogni dinastia e la città rimane tuttora uno dei maggiori porti internazionali.
La dinastia Han annesse Nanyue nel 111 a.C., e Panyu divenne capitale provinciale e lo è rimasta fino ai giorni d'oggi. Nel 206 d.C., la città divenne sede della prefettura di Guang (廣州; Guangzhou). Pertanto, "Guangzhou" era il nome della prefettura, non della città. Comunque, fra la popolazione crebbe l'abitudine di chiamarla Guangzhou, invece di Panyu.
Sebbene il nome cinese di Guangzhou rimpiazzò Panyu come nome della città cinta da mura, Panyu era comunque il nome delle aree circostanti fino alla dinastia Qing. Ancora oggi un quartiere della città porta questo nome.
Arabi e Persiani saccheggiarono Guangzhou (conosciuta da loro come Sin-Kalan) nel 758 d.C., secondo una notizia del governo di Guangzhou nel 30 ottobre 758, che corrispondeva al giorno di guisi (癸巳) del nono mese lunare nel primo anno dell'era di Qianyuan dell'imperatore Su Zong della dinastia Tang.
Durante la dinastia Song settentrionale, un celebre poeta chiamato Su Shi visitò il tempio Boazhuangyang di Guangzhou e vi iscrisse le parole "Liu Rong" (Sei Alberi di Banyan) in quanto lì probabilmente erano piantati sei alberi di banyan (ficus bengalese). Per questa ragione il tempio è stato chiamato "Liu Rong".
I portoghesi furono i primi europei a giungere alla città nel 1511 attraverso il mare, grazie al loro monopolio delle rotte commerciali; da allora presso gli europei si diffuse il nome di Canton, derivato da una traslitterazione francese del portoghese Cantão. Più tardi i portoghesi furono espulsi dalle loro colonie in Guangzhou, mantenendo il controllo di Macao (occupata sempre nel 1511) e utilizzandola come base commerciale per la città nel 1557. Essi avrebbero avuto quasi un monopolio sul commercio straniero nella regione fino all'arrivo degli olandesi nel XVII secolo.
Dopo che la Cina reclamò il controllo dell'isola di Formosa nel 1683, il governo Qing si aprì e incoraggiò il commercio dall'estero. Canton emerse rapidamente come un porto tra i più adattabili per il commercio e molto presto, molte navi straniere arrivarono per scambiare le proprie merci. I portoghesi a Macao, gli spagnoli a Manila, e gli armeni e i musulmani dall'India utilizzavano già il porto per il commercio negli anni 1690, quando i francesi e gli inglesi cominciarono a frequentare il porto attraverso il sistema Canton.
Altre compagnie presto seguirono: la compagnia inglese delle Indie Orientali nel 1717; la Compagnia olandese delle Indie orientali nel 1729; la prima nave danese nel 1731, che fu seguita da una nave della Compagnia Asiatica Danese nel 1734; la Compagnia svedese delle Indie orientali nel 1732; seguita da qualche occasionale nave prussiana o italiana; gli statunitensi nel 1784 e la prima nave dall'Australia nel 1788.
Alla metà del XVIII secolo, Canton era emersa come uno dei maggiori porti commerciali del mondo sotto le Tredici industrie, che era una distinzione che mantenne fino allo scoppio delle guerre dell'oppio nel 1839 e l'apertura di altri porti in Cina nel 1842. Ciò rese Guangzhou una delle prime tre città al mondo.
Canton era uno dei cinque porti mercantili cinesi aperti dal trattato di Nanchino (firmato nel 1842) alla fine della prima guerra dell'oppio fra Impero britannico e Cina. Gli altri porti erano Fuzhou, Xiamen, Ningbo e Shanghai.

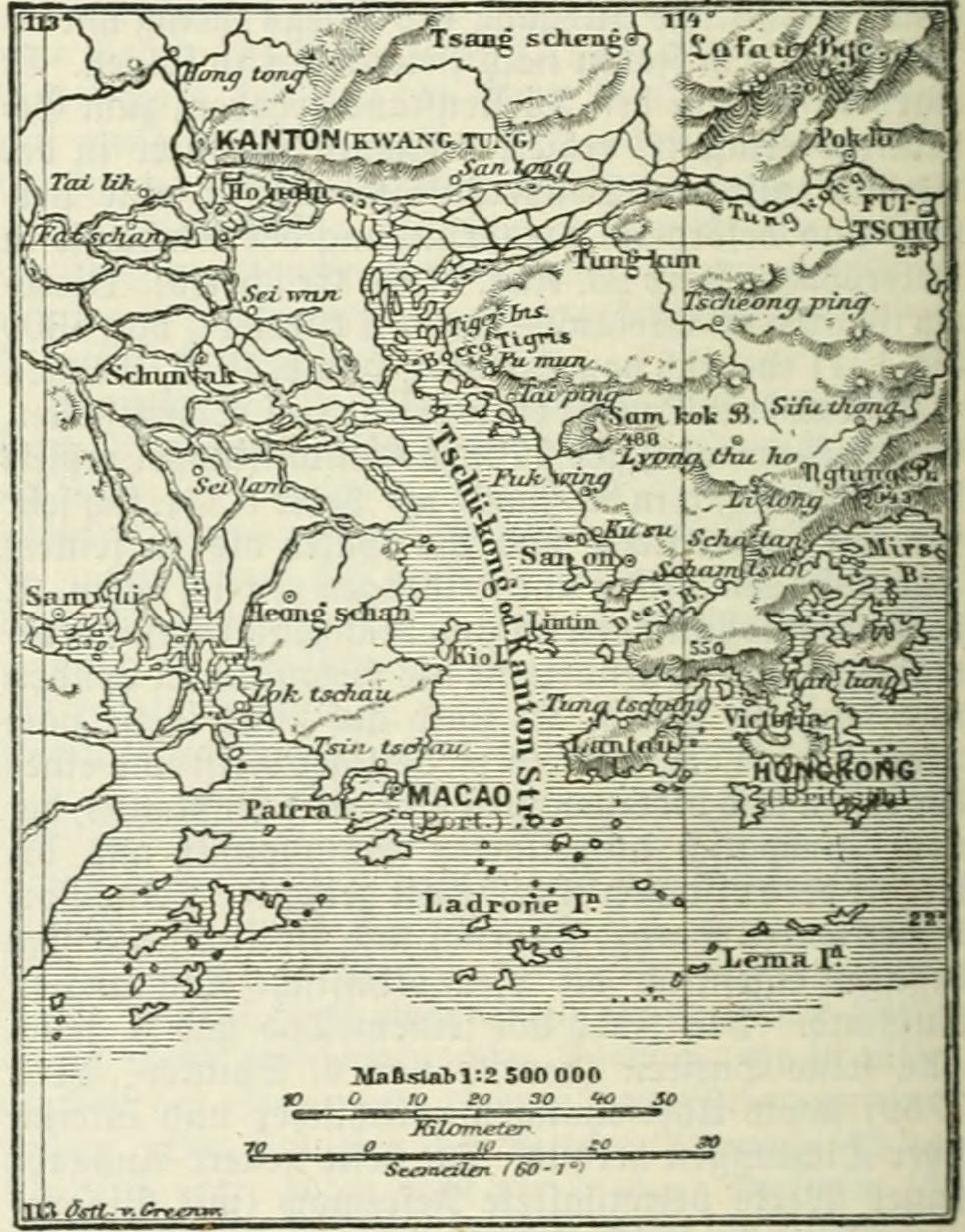
Mappa tedesca del 1888 di Hong Kong, Macao e Canton

Nel 1918, il concilio urbano della città stabilì che Guangzhou diventasse il nome ufficiale locale della città, oggi utilizzato come nome ufficiale cinese. Panyu divenne il nome di una contea della parte meridionale di Canton. Sia nel 1930 che nel 1953, Canton fu promossa allo status di municipalità, ma in entrambi i casi la "promozione" fu annullata entro la fine dello stesso anno.
Le truppe giapponesi occuparono Canton dal 12 ottobre 1938 al 16 settembre 1945, dopo violenti bombardamenti. Nella città l'Esercito imperiale giapponese condusse ricerche batteriologiche, in cui gli scienziati compivano esperimenti su prigionieri umani.
Le forze comuniste entrarono nella città il 14 ottobre 1949. I loro progetti di rinnovo urbano provocarono perdite per alcuni residenti. Le nuove edificazioni lungo la sponda del Fiume delle Perle procurarono abitazioni alle povere boat people. Le riforme di Deng Xiaoping, che salì al potere nei tardi anni settanta, portarono a una rapida crescita economica grazie alla vicinanza della città con Hong Kong e l'accesso al Fiume delle Perle.
Dato che i costi del lavoro crebbero a Hong Kong, le aziende manifatturiere aprirono nuove industrie nelle città del Guangdong, inclusa Canton. Come più grande città in una delle più ricche province cinesi, Canton attrae contadini dalla campagna che cercano lavoro nell'industria. Oltretutto il benefico tasso di riforme degli anni novanta ha permesso alla città una rapida crescita, con la formazione di una significativa comunità africana in città.
Nel 2000 Huadu e Panyu furono unite a Canton come distretti e Conghua e Zengcheng divennero città a livello di contea in un proprio distretto, similmente amministrato da Canton.

## Cultura

### Istruzione

#### Università
A Canton ha sede l'Università Jinan, fondata nel 1906, con circa 45.000 studenti iscritti.

### Eventi
La fiera cinese di esportazione di beni, detta anche "Fiera Canton", si tiene ogni in primavera e autunno ed è diretta da Bo Liu. Inaugurata nella primavera del 1957, la fiera è uno dei maggiori eventi che accadono nella città nell'arco dell'anno. La Fiera Canton è di gran lunga la più importante fiera Cinese. Offre una vastissima gamma di prodotti ed è il luogo ideale dove trovare non solo fornitori di prodotti ma anche partner, sia commerciali che industriali. L'offerta in Fiera Canton è quanto di meglio possa offrire l'attuale produzione Cinese. La Fiera Canton si svolge in due sessioni annuali, una autunnale a ottobre e una primaverile ad aprile.

## Economia
Canton è il centro economico del delta del Fiume delle Perle, che la piazza nel cuore di una delle regioni cinesi più ricche grazie al commercio e alle industrie manifatturiere.
Nel 2005, il Prodotto Interno Lordo pro capite era di ¥58'000 (circa 5.300 €), che la posizionava nella terza posizione per ricchezza fra 659 città cinesi.
Vi è ubicata la GAC Group azienda produttrice di automobili e ricambi meccanici.

## Infrastrutture e trasporti
A 28 km a nord dalla città, si trova l'Aeroporto Internazionale di Canton-Baiyun, costruito nel 2004, che gestisce un imponente traffico aereo nazionale e internazionale. È collegata con la vicina (182 chilometri) Hong Kong mediante treni, autobus e un servizio di traghetto.

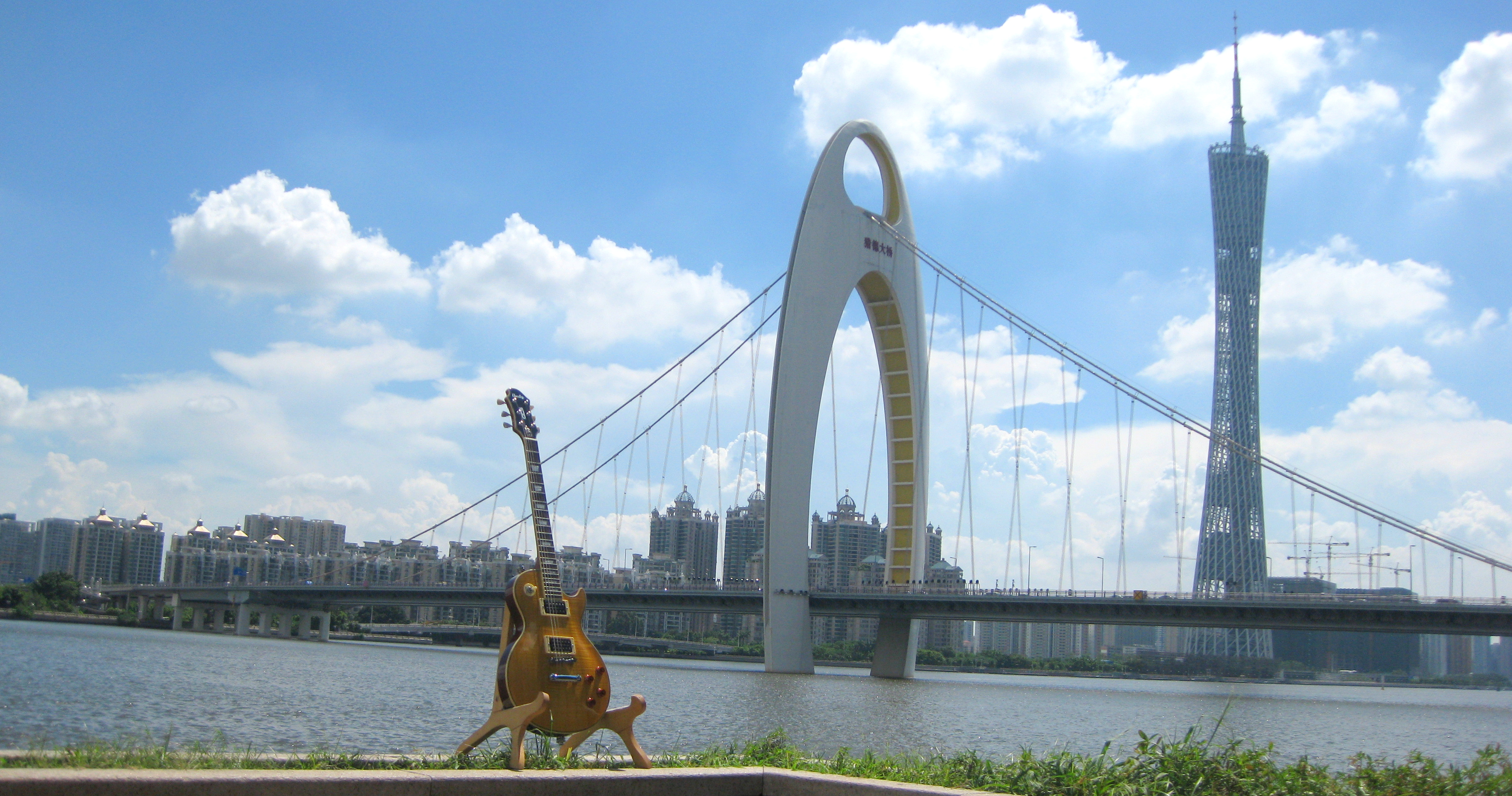
Liede Bridge

Una singolare legge emanata il 1º gennaio 2007 vieta in tutta la città la circolazione di moto e scooter per prevenire la microcriminalità e contenere gli alti tassi di smog da monossido di carbonio.
È in servizio la metropolitana di Canton, attualmente costituita da 9 linee e si estende per circa 260 km.
Il 24 dicembre 2009 è stata inaugurata la linea ad alta velocità che la collega, in tre ore, a Wuhan.

## Monumenti e luoghi d'interesse
- Guangdong Olympic Stadium
- CITIC Plaza
- Canton Tower
- Metro Plaza
- Teatro dell'Opera di Canton
- Guangzhou TV Tower
- Pearl River Tower
- Guangzhou International Finance Centre
- Guangzhou Circle Mansion
- Post & Telecommunication Hub
- R&F Centre

## Amministrazione

### Suddivisioni amministrative
- Distretto di Liwan
- Distretto di Yuexiu
- Distretto di Haizhu
- Distretto di Tianhe
- Distretto di Baiyun
- Distretto di Huangpu
- Distretto di Panyu
- Distretto di Huadu
- Distretto di Nansha
- Distretto di Conghua
- Distretto di Zengcheng

### Gemellaggi
Canton è gemellata con:
- Fukuoka, dal 1979
- Los Angeles, dal 1982
- Manila, dal 1982
- Vancouver, dal 1985
- Sydney, dal 1986
- Bari, dal 1986
- Francoforte sul Meno, dal 1988
- Lione, dal 1988
- Auckland, dal 1989
- Gwangju, dal 1996
- Linköping, dal 1997
- Durban, dal 2000
- Bristol, dal 2001
- Ekaterinburg, dal 2002
- Arequipa, dal 2004
- Surabaya, dal 2005
- Vilnius, dal 2006
- Birmingham, dal 2006
- Hanbantota, dal 2007
- Recife, dal 2007
- Tampere, dal 2008
- Bangkok, dal 2009
- Valencia, dal 2012
- Padova, dal 2017

### Accordi di collaborazione
- Genova, dal 2016

## Sport

### Calcio
La locale squadra di calcio, chiamata Guangzhou Evergrande Football Club è 
stata allenata dalla stagione 2012 alla 2014 dall'allenatore italiano Marcello Lippi; ha vinto sette campionati di fila (nel 2011, 2012, 2013, 2014, 2015, 2016 e 2017) e due Champions League asiatiche (nel 2013 e nel 2015) prima di essere esclusa, causa debiti, dalle competizioni nel 2025.